# Stine Lise Hattestad
Stine Lise Hattestad (Oslo, 30 de abril de 1966) es una deportista noruega que compitió en esquí acrobático, especialista en la prueba de baches.
Participó en dos Juegos Olímpicos de Invierno, obteniendo en total dos medallas, oro en Lillehammer 1994 y bronce en Albertville 1992, ambas en la prueba de baches.
Ganó una medalla de oro en el Campeonato Mundial de Esquí Acrobático de 1993.

## Medallero internacional
| Juegos Olímpicos   | Juegos Olímpicos      | Juegos Olímpicos  | Juegos Olímpicos |
| Año                | Lugar                 | Medalla           | Competición      |
| ------------------ | --------------------- | ----------------- | ---------------- |
| 1992               | Albertville (Francia) | Medalla de bronce | Baches           |
| 1994               | Lillehammer (Noruega) | Medalla de oro    | Baches           |
| Campeonato Mundial |                       |                   |                  |
| Año                | Lugar                 | Medalla           | Competición      |
| 1993               | Altenmarkt (Austria)  | Medalla de oro    | Baches           |